# Huernia whitesloaneana
Huernia whitesloaneana är en oleanderväxtart som beskrevs av Gert Cornelius Nel. Huernia whitesloaneana ingår i släktet Huernia och familjen oleanderväxter. Inga underarter finns listade i Catalogue of Life.